# Cepokokuning
Cepokokuning is een bestuurslaag in het regentschap Batang van de provincie Midden-Java, Indonesië. Cepokokuning telt 2155 inwoners (volkstelling 2010).